# Zwartzusters Löwen

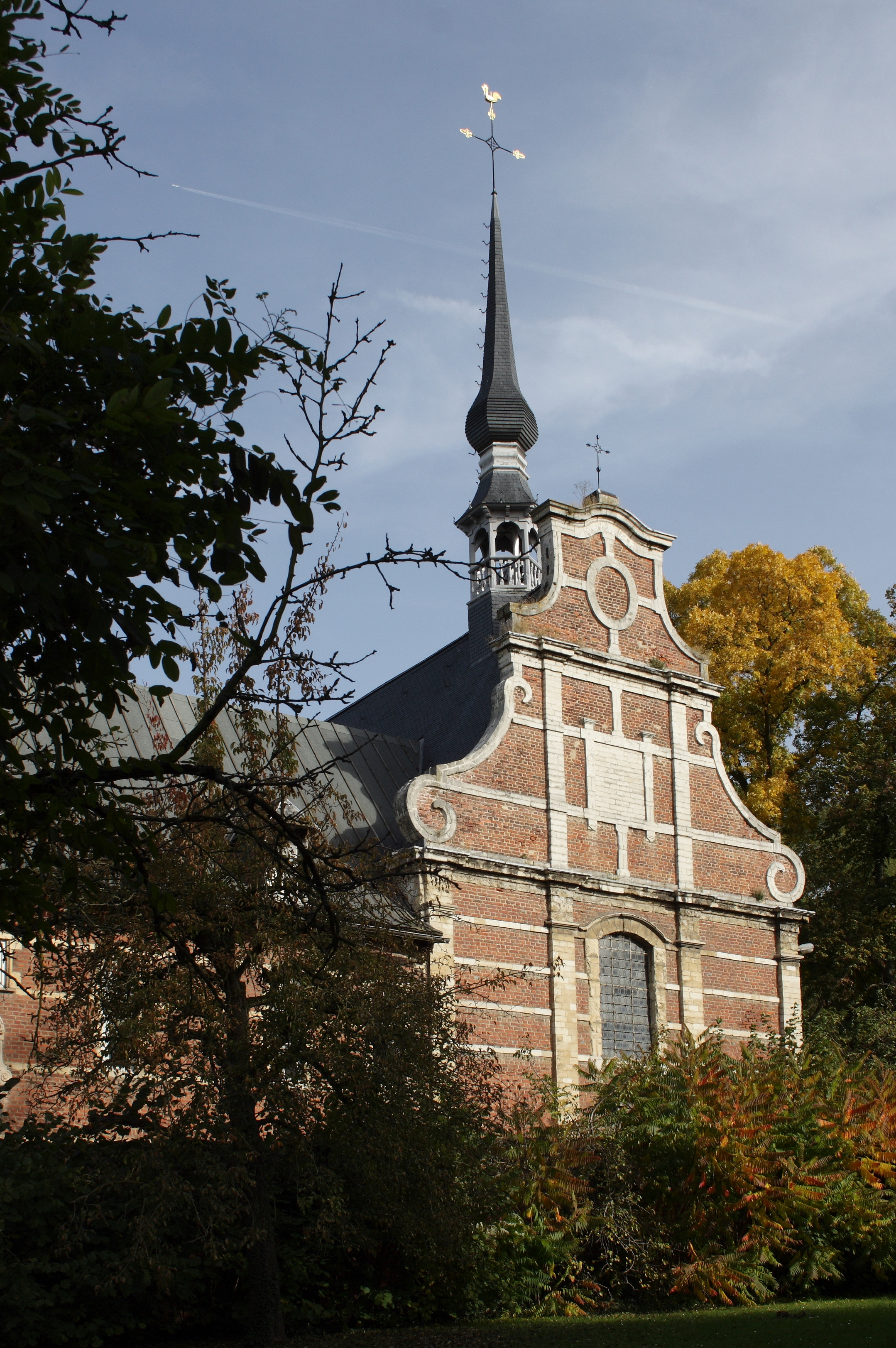
Ehemalige Kapelle der Zwartzusters in Löwen

Die Kongregation der Soeurs Noires de Louvain war ein Teil der in der Krankenpflege beheimateten katholischen Schwesterngemeinschaft der Zwartzusters.
Die Klostergemeinschaft wurde 1438 durch Elisabeth Ymbrecht, welche vom jüdischen zum katholischen Glauben konvertiert war und aus dem Hochstift Lüttich stammte, begründet. Bereits 1462 durch den Lütticher Bischof Louis de Bourbon approbiert, nahmen sie nun die Regel des heiligen Augustinus an und legten noch im selben Jahr erstmals die Gelübde ab. Das Kloster, welches unter die Aufsicht des Löwener Alexianerklosters gestellt wurde, befand sich bereits damals an der heutigen Zwartzustersstraat und erlebte 1478 die Einweihung seiner Kapelle durch den Lütticher Weihbischof Libert, jedoch auch die Beschränkung seiner Mitglieder auf maximal 27.
Nachdem vier Jahre später die Gründerin verstorben war, unterstellte der Bischof das Kloster, welches auch Godtshuys van Nazareth genannt wurde, 1513 dem Prior der Windesheimer Chorherren von Sint-Maartensdal.
Nachdem man im 17. Jahrhundert eine rege Bautätigkeit entwickelt hatte, wuchs die Gemeinschaft, welche 1597/98 noch 16 Schwestern zählte und sich auch in der ersten Hälfte des 18. Jahrhunderts stets um die 20 Mitglieder bewegte, bis 1796 auf 30 Religiosen an. In den Zeiten der Französischen Revolution wurde das Kloster nicht aufgehoben, sondern bekam ab 1798 die Betreuung psychisch kranker Frauen übertragen. Gleichzeitig der Commissie voor Burgerlijke Godshuizen unterstellt, erhielten sie 1820 die königliche Approbation als religiöser Orden.
Dreizehn Jahre später sandten sie auf die Bitte des Bischofs von Tournai zwei Schwestern in dessen Bischofsstadt, wo sie eine neue Kongregation gründeten. In der zweiten Hälfte des 19. Jahrhunderts konnten sie ihr Kloster vergrößern und so ihre Pflegetätigkeit ausweiten.
Nachdem sich die Kongregation bischöflichen Rechtes am 26. Dezember 1927 dem Augustinerorden aggregiert hatte, kam sie in eine Berufungskrise. 1964 noch 16 Schwestern zählend, waren bis auf eine, welche in den 40ern stand, alle übrigen alt. So vereinigten sie sich mit den Zusters Norbertinen in Duffel und legten am 17. Dezember gleichen Jahres in die Hände der Generaloberin auf die neue Gemeinschaft ihre Profess ab.
Vier Jahre später kaufte man ein Haus in Korbeek-Lo, wo man ein Altenheim mit dem Namen Emmaus einrichtete und die Zwartzusters am 1. Februar 1969 hin versetzte. Das Institut des Zwartzusterklosters aber wurde, nachdem erst noch einige Zusters Norbertinen darin tätig waren, aufgegeben. Offensichtlich wurden die Schwestern nach der Fusion der Kongregationen beisammengehalten, jedoch 1993 nach Sint-Antonius-Zoersel, wo 1997 noch drei von ihnen lebten, versetzt.
In den ehemaligen Klostergebäuden ist heute ein Studentenwohnheim untergebracht.